# Ceraclea excisa
Ceraclea excisa – gatunek owada z rzędu chruścików i rodziny Leptoceridae. Larwy prowadzą wodny tryb życia.
Gatunek północnopalearktyczny występujący w Fennoskandii, larwy zasiedlają rhitral i jeziora (Botosaneanu i Malicky 1978). Limnefil.
Materiał obejmuje dwie niepewnie oznaczone larwy złowione na Pojezierzu Mazurskim w elodeidach i osoce.